# جون ستيد
جون ستيد (بالإنجليزية: Jon Stead)‏ (7 أبريل 1983 بهدرسفيلد في المملكة المتحدة - ) هو لاعب كرة قدم بريطاني في مركز الهجوم. شارك مع منتخب إنجلترا تحت 21 سنة لكرة القدم. أما مع النوادي، فقد لعب مع أولدهام أثلتيك وإيبسويتش تاون وبرادفورد سيتي وبلاكبيرن روفرز وديربي كاونتي وشيفيلد يونايتد وكوفنتري سيتي ونادي بريستول سيتي ونادي سندرلاند ونوتس كاونتي وهدرسفيلد تاون.

## وصلات خارجية
- جون ستيد على موقع قاعدة بيانات كرة القدم.إي يو (الإنجليزية)
- جون ستيد على موقع Soccerbase.com (لاعب) (الإنجليزية)
- جون ستيد على موقع Soccerway.com (الإنجليزية)
- جون ستيد على موقع عالم كرة القدم.نت (الإنجليزية)